# Unio gibbus
Unio gibbus is een tweekleppigensoort uit de familie van de Unionidae. De wetenschappelijke naam van de soort is voor het eerst geldig gepubliceerd in 1793 door Spengler.